# ベイスフィヨルド
ベイスフィヨルド(Beisfjord)は、ナルヴィクから約15km離れた場所にあるノルウェーの小さな村である。人口は、およそ800人である。
行政については周辺の村々と同様にナルヴィク市が行なっている。村はベイスフィヨルド(オーフォートフィヨルドからさらに枝分かれしているフィヨルドの一つ)に位置し、ベイスフィヨルド橋が架かっている。
ベイスフィヨルドには第二次世界大戦中、最も悪名高い強制収容所の1つがあった。この収容所にはソ連赤軍捕虜とユーゴスラビア軍捕虜が入れられ、戦争中1,500人が命を落とした。また、ある夜には300人の捕虜が腸チフスにかかり病死している。
なお、地形のベイスフィヨルドについてはベイスフィヨルド (フィヨルド)を参照。